# Bryce Moon
Bryce Moon, född 6 april 1986, är en sydafrikansk fotbollsspelare som för tillfället spelar i Mamelodi Sundowns FC.
Moon har tidigare spelat i Coleraine, Ajax Cape Town, Panathinaikos, PAOK, Golden Arrows och Supersport United FC.